# 博多臨港警察署
博多臨港警察署（はかたりんこうけいさつしょ・英語表記 Hakata Harbor Police-station）は、福岡県警察が管轄する警察署の一つで、福岡地区に属す。

## 概要
特定重要港湾・博多港と博多湾内を管轄区域とする警察署。博多湾岸地域は箱崎、東浜、中央、博多、須崎の5埠頭と荒津石油基地で構成され、福岡市中央卸売市場・鮮魚市場や海運関係の倉庫、事業所などのほか、博多税関支署や福岡入管博多港出張所、福岡海上保安部などの海事官庁が集合している。また、福岡サンパレス、福岡国際センター、福岡国際会議場、マリンメッセ福岡、福岡競艇場などの大規模集客施設が所在し、イベントの際周辺道路は人ごみであふれ返る。博多港は韓国・釜山との定期旅客便（コビー、ビートル、ニューかめりあ）が就航し、外国航路の旅客数が日本一であるため、海事官庁とも連携して密輸や密航、テロの警戒に当たっている。
署長の階級は警視。

## 所在地
- 福岡市博多区石城町9番18号

　（那の津通りの千鳥橋西詰「博多臨港警察署南口」信号交差点を中央埠頭へ北折し、200m先の左手。）

## 管轄区域

### 陸上
～福岡市東区多々良川以西、中央区荒津までの博多湾岸地域～
- 福岡市博多区のうち、千代6丁目（福岡高速1号線高架下の福岡北九州高速道路公社の管理地以南の区域を除く。）、沖浜町、石城町（1番、3番から7番まで、20番及び21番を除く。）及び築港本町（1番及び3番から5番までを除く。）
- 福岡市中央区のうち、荒津1丁目及び2丁目（2番及び3番に限る。）、長浜3丁目、那の津1丁目（1番から3番までを除く。）及び2丁目から5丁目まで並びに港1丁目（1番から5番まで及び8番から10番までを除く。）、2丁目（2番、3番及び博多漁港の岸壁に限る。）及び3丁目（2番、3番及び博多漁港の岸壁に限る。）
- 福岡市東区のうち、箱崎ふ頭1丁目（福岡高速1号線高架下の福岡市港湾局の管理に係る道路以南、市道箱崎ふ頭727号線以南及び市道香椎箱崎浜線以南の区域を除く。）及び4丁目から6丁目まで並びに東浜1丁目（福岡高速1号線高架下の福岡市港湾局の管理に係る道路以南及び同高架下の福岡北九州高速道路公社の管理地以南の区域を除く。）及び2丁目（福岡高速1号線高架下の福岡市港湾局の管理に係る道路を除く。）

### 海上
～福岡市西区今津の碁石鼻から能古島天狗鼻、東区志賀島道切を結ぶ博多湾内～
- 港則法施行令別表第一に規定する博多港の区域

（福岡市西区能古島天狗鼻（北緯33度38分10秒東経130度17分56秒）から32度30分に引いた線、同地点から今津碁石鼻まで引いた線及び陸岸により囲まれた海面並びに新千鳥橋下流の御笠川水面及び博多港西防波堤北灯台（北緯33度37分5秒東経130度22分55秒）から140度2,540mの地点から230度に引いた線以北の那珂川水面）

## 沿革
- 1917年（大正6年）12月15日：福岡市海岸通り2丁目に福岡警察署水上派出所設置
- 1944年（昭和19年）3月1日：福岡警察署から分離独立し博多臨港警察署となる。
- 1946年（昭和21年）1月31日：博多港警察署と改称。
- 1948年（昭和23年）3月7日：旧警察法施行により自治体警察の福岡市警察博多港警察署となる。
- 1949年（昭和24年）9月15日：福岡市博多水上警察署と改称。
- 1953年（昭和28年）2月24日：福岡市北浜3丁目に庁舎新築移転。
- 1954年（昭和29年）7月1日：警察法改正により福岡県博多水上警察署となる。
- 1981年（昭和56年）4月1日：管轄区域の拡大に伴い福岡県博多臨港警察署と改称。
- 1984年（昭和59年）7月31日：現庁舎新築。

## 組織
- 総務課
- 会計課
- 生活安全課
- 刑事課
- 交通課
- 警備課
- 地域課

## 交番・駐在所
| 交番         | 所在地                      | 管轄区域               |
| ------------ | --------------------------- | ---------------------- |
| 博多埠頭交番 | 福岡市博多区築港本町13番8号 | 博多臨港警察署管内全域 |

## 警備艇
| 船名            | 総トン数 | 就航日          |
| --------------- | -------- | --------------- |
| げんかい（福1） | 19.00t   | 平成20年2月27日 |
| たかとう（福6） | 11.00t   | 平成12年4月21日 |

## 参照法令
- 福岡県警察の組織及び定員に関する条例（昭和29年福岡県条例第40号）
- 港則法（昭和23年法律第174号）